# Новая Сихтерма
Новая Сихтерма — посёлок в Алькеевском районе Татарстана. Входит в состав Староматакского сельского поселения.

## География
Находится в южной части Татарстана на расстоянии приблизительно 9 км по прямой на юго-юго-запад от районного центра села Базарные Матаки у речки Шапкинка.

## История
Основан в 1920-х годах.

## Население
Постоянных жителей было: в 1926 — 104, в 1938 — 103, в 1949 — 99, в 1958 — 121, в 1970 — 112, в 1979 — 99, в 1989 — 72, в 2002 — 79 (чуваши 95 %), 68 — в 2010.